# Capranica Prenestina
Capranica Prenestina is een gemeente in de Italiaanse provincie Rome (regio Latium) en telt 328 inwoners (31-12-2004). De oppervlakte bedraagt 20,2 km², de bevolkingsdichtheid is 17 inwoners per km².
De volgende frazioni maken deel uit van de gemeente: Guadagnolo.

## Demografie
Capranica Prenestina telt ongeveer 161 huishoudens. Het aantal inwoners steeg in de periode 1991-2001 met 8,8% volgens cijfers uit de tienjaarlijkse volkstellingen van ISTAT.
| Jaar | Inwoneraantal |
| ---- | ------------- |
| 1991 | 307           |
| 2001 | 334           |

## Geografie
De gemeente ligt op ongeveer 915 m boven zeeniveau.
Capranica Prenestina grenst aan de volgende gemeenten: Casape, Castel San Pietro Romano, Ciciliano, Genazzano, Pisoniano, Poli, Rocca di Cave, San Gregorio da Sassola, San Vito Romano.